# Tiberios (con trai Justinianos II)
Tiberius (tiếng Hy Lạp: Τιβέριος, Tiberios) là con trai độc nhất của Hoàng đế Đông La Mã Justinianos II và đồng thời là người con duy nhất của ông và vợ là Theodora xứ Khazaria, người đã kết hôn cùng ông năm 704 trong thời gian mà ông phải sống lưu vong tại đất của người Khazar. Tiberius có lẽ được sinh ra vào năm 705, trong khoảng thời gian mà cha ông vắng mặt trong một nỗ lực giành lại ngai vàng Đông La Mã. Sau khi thành công, Tiberios và mẹ cậu đã được Justinianos triệu hồi đến Constantinopolis, nơi đứa trẻ sơ sinh được tấn phong đồng hoàng đế. Điều duy nhất được biết đến về cậu sau đó là việc cậu đã có mặt trong buổi tiếp đón Giáo hoàng Constantinô vào đầu năm 711. Sau khi phụ hoàng bị lật đổ vào tháng 12 năm 711, cậu đã bị các patrikios Mauros và Ioannes Strouthos sát hại và bị chôn trong Nhà thờ Agioi Anárgyroi.